# Tư thế kiểu chó

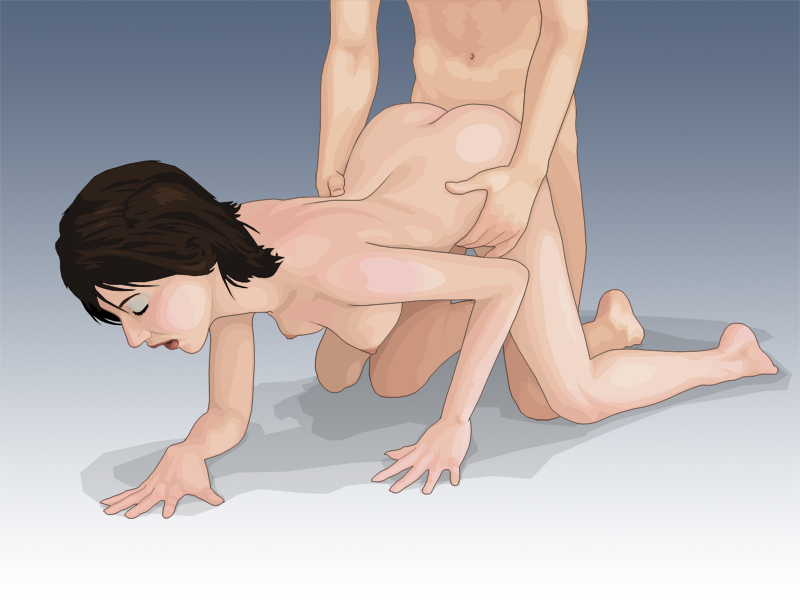
Tư thế kiểu chó

Tư thế kiểu chó là tư thế quan hệ tình dục trong đó một người cúi xuống, quỳ trên 2 tay và 2 chân (thường là trên bàn tay và đầu gối), hoặc nằm sấp bụng, người còn lại ở phía sau sát mông để xâm nhập tình dục  hoặc hoạt động tình dục khác. Tư thế kiểu chó là một hình thức của một tư thế đưa vào từ phía sau, những tư thế đưa vào từ phía sau khác bao gồm đối tác tiếp nhận nằm nghiêng trong tư thế úp thìa hoặc tư thế cưỡi ngựa đảo ngược. Quan hệ tình dục không thâm nhập ở vị trí này cũng có thể được coi là tư thế kiểu chó.
Mặc dù nó không phải là tư thế quan hệ tình dục được sử dụng phổ biến nhất, nhưng tư thế kiểu chó được coi là tư thế ưa thích của nam giới, trong khi tư thế cưỡi ngựa đảo ngược được phụ nữ ưa chuộng. Giữa các đối tác tình dục, người ở tư thế kiểu chó thường thụ động, trong khi đối tác  đang hoạt động (mặc dù đôi khi có thể là cách khác nếu người ở tư thế kiểu chó ngả lưng vào bạn tình phía sau họ). Một trong hai đối tác có thể là đối tác chi phối hoặc đối tác phục tùng.  Đối tác phục tùng trong tư thế kiểu chó tạo điều kiện một loạt các hoạt động tình dục bổ sung, với đối tác tích cực có thể xâm nhập vào âm đạo, hậu môn trong quan hệ tình dục qua đường hậu môn hoặc có thể thực hiện quan hệ tình dục bằng miệng (liếm âm hộ, liếm dương vật hoặc liếm hậu môn), hoặc đơn giản là mát xa toàn thân.

## Lịch sử và từ nguyên

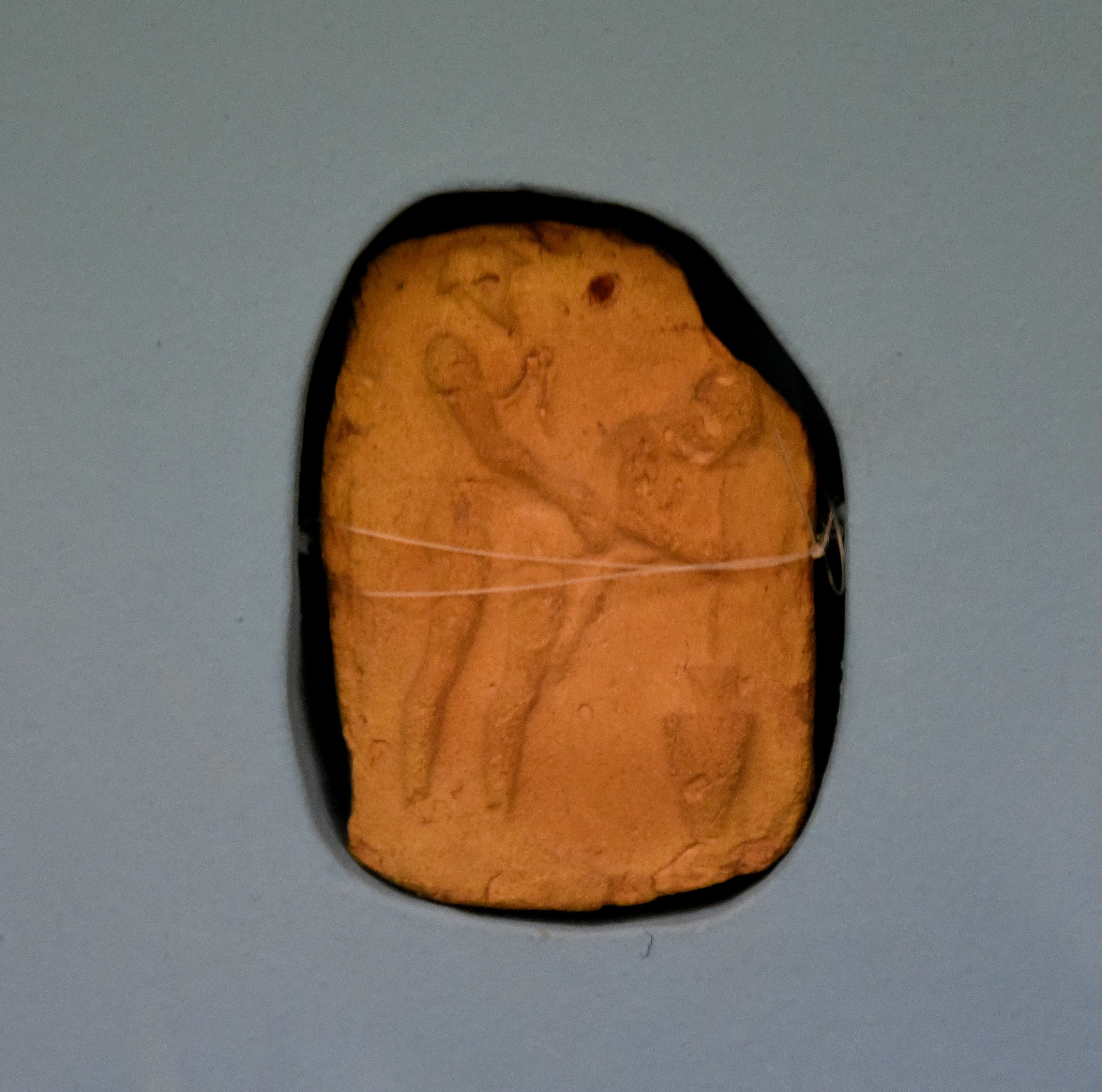
Tấm gỗ gợi tình mô tả một cuộc giao hợp giữa nam và nữ trong tư thế kiểu chó. Từ Iraq, thời kỳ Babylon cổ đại, 2000-1500 TCN. Bảo tàng cổ đại phương Đông, Istanbul.

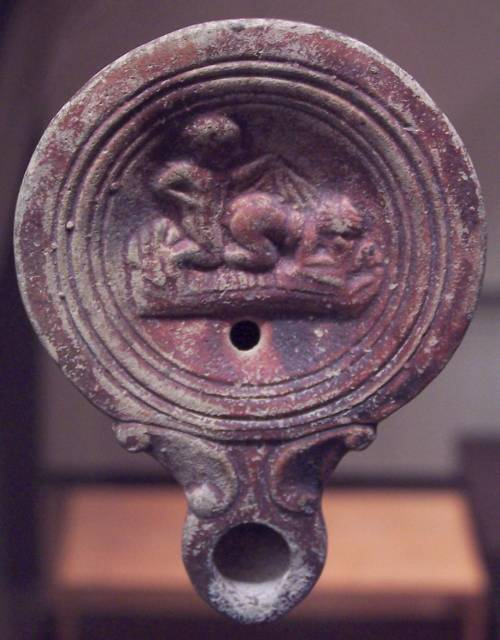
Đèn dầu La Mã cổ đại mô tả tư thế kiểu chó

Ở La Mã cổ đại, tập tục này được gọi là coitus more ferarum, tiếng Latin có nghĩa là "quan hệ tình dục theo cách của những con thú hoang dã". Nguồn gốc cụ thể của thuật ngữ kiểu chó không được biết, nhưng có lẽ là do tư thế này được loài chó sử dụng khi giao phối. Nó được mô tả trong Kinh điển Kama là tư thế con bò hoặc đại hội bò, và được liệt kê trong The Perfumed Garden (Khu vườn hoan lạc).